# The Back-Up Plan
The Back-Up Plan är en amerikansk romantisk komedi från 2010 med Jennifer Lopez och Alex O'Loughlin i huvudrollerna. Den hade biopremiär i USA den 23 april och blev den kommande helgens Amerikas mest sedda film på bio.
Efter flera år av misslyckade dejter bestämmer sig Zoe för att ta saken i egna händer. Hon är en singeltjej i New York som drömmer om att hitta den rätta, skaffa barn och leva lycklig i alla sina dagar. Men Zoes "reservplan" visar sig ha vissa brister, då hon efter inseminationen plötsligt möter och faller pladask för Stan som verkar vara mannen hon hela tiden letat efter. Kan Zoe dölja sin graviditet tills Stan är redo för sanningen? Eller kommer sanningen att skrämma iväg honom?

## Skådespelare
- Jennifer Lopez - Zoe
- Alex O'Loughlin - Stan
- Michaela Watkins - Mona
- Danneel Harris - Olivia
- Melissa McCarthy - Carol
- Linda Lavin - Nana
- Eric Christian Olsen - Clive
- Anthony Anderson - ´Lekplats pappa
- Noureen DeWulf - Daphne
- Rowan Blanchard - Monas' daughter
- Tom Bosley - Arthur
- Maribeth Monroe - Lori
- Peggy Miley - Shirley
- Jennifer Elise Cox - Babyland försäljnings tjej
- Cesar Millan - han själv